# 나스탈리크체

아브자드 형태의 페르시아어 문장: "위키백과에 오신 것을 환영합니다"

나스탈리크체(نستعلیق)는 페르시아 문자를 기록하기 위해 사용되는 서체의 하나로, 전통적으로 페르시아 캘리그래피의 지배적인 스타일이다. 나스탈리크체는 아랍 문자 가운데 가장 유연한 캘리그래피 가운데 하나이다.

## 역사
나스탈리크체는 나스흐체와 탈리크체에서 파생되었다. 14세기 미르 알리 타브리지(میرعلی تبریزی)는 기존의 두 문자 나스흐체와 탈리크체를 병합하여 나스탈리크체를 만들어냈다. 한편, 시카스타 나스탈리크체는 나스탈리크에서 발전한 글씨체이다.

## 사진

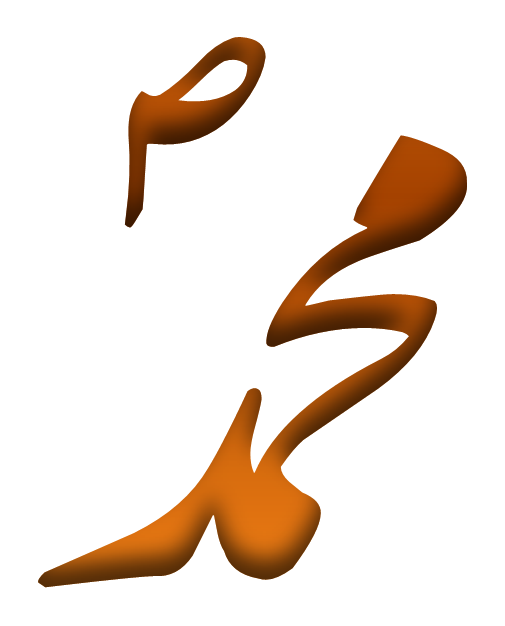
나스탈리크체로 쓴 무함마드의 이름
우르두 문자 작성에 사용된 나스탈리크체의 예

## 참고 문헌
- Habib-ollah Feza'eli, Ta'lim-e Khatt, Tehran: Sorush, 1977 (in Persian)
- Sheila Blair, Islamic Calligraphy, Edinburgh: Edinburgh University Press, 2005.

## 같이 보기
- 이슬람의 서법
- 페르시아의 서법
- 우르두 문자